# Wallgau
Wallgau er en kommune i Landkreis Garmisch-Partenkirchen i Regierungsbezirk Oberbayern i den tyske delstat Bayern.
Wallgau ligger i Region Oberland ca. ti kilometer nord for Mittenwald. Wallgau hører til Werdenfelser Land .
- Wikimedia Commons har flere filer relateret til Wallgau